# 心理-社会心理学
心理－社会心理学曾经是社会心理学的一种研究倾向，而今则作为一门心理学的分支学科而存在着。心理社会心理学是使用心理学的理论和研究方法，探索人在社会情景下的认知过程、情感活动、意志品质、人際關係、人格等心理问题的社会科学。
与心理－社会心理学相对，有一门曾作为社会心理学的一种研究倾向，而今作为一门社会学分支学科而存在着的社会－社会心理学，它也是研究社会心理学问题的，但它使用社会学的研究方法和基本假设，从社会学角度探讨社会心理现象的成因。
心理学领域裡谈到的社会心理学一词时，一般是指心理－社会心理学。
社会心理学家通常将人类行为解释为意识与社会情境交互作用的结果。在库尔特·勒温于1951年进行的著名研究中，行为可以认为是人与环境的函数：B=f(P,E)。通常而言，社会心理学家偏爱进行基于实验室实验的经验主义研究。
社会心理学是连接心理学与社会学之间的桥梁，是一个交叉学科领域。第二次世界大战战后初期，心理学家和社会学家之间频繁进行合作。不过，近年来这两门学科日益专门化，彼此之间也日益孤立，社会学家关注更为宏观的变量，例如社会结构。
除了心理学与社会学取向之间的分歧之外，美国社会心理学家与欧洲社会心理学所强调的重点也有一些不同，传统上，美国研究者更为关注个体。而欧洲研究者更为关注群体现象。

## 历史
社会心理学这门学科开始於20世纪初的美国。在1930年代，许多格式塔心理学家，尤其是库尔特·勒温，从纳粹德国逃到美国。他们在当时统治这一领域的行为主义和心理分析学派之外独立发展，而社会心理学也一直保留着对知觉和认知的兴趣。态度和各种小群体现象是这一时期最常见的研究主题。
第二次世界大战期间，社会心理学家曾为美国军队研究说服和宣传。二战以后，研究者的兴趣转向多种社会问题，包括性别问题和种族偏见。在1960年代，又增加了许多新的话题，例如认知失调、旁观者效应和侵略行为等。不过，到1970年代，社会心理学在美国面临危机。关于实验室实验的伦理问题引起了激烈争论。
到1980年代和1990年代，社会心理学在理论和方法上都达到成熟。现在，谨慎的伦理标准控制着研究，表现出更为多元和多元文化主义的观点。现代的研究者对多种社会心理学现象感兴趣，不过，归因（attribution）、社会认知和自我概念也许是近年来成长最快的领域。社会心理学家仍然保持了在应用领域的兴趣，在健康心理学和环境心理学及法律心理学方面作出贡献。

## 研究

### 著名实验
有一些著名的实验研究对社会心理学产生了深远影响的，例如：

米尔格拉姆实验

- 利昂·费斯廷格的认知失调试验
- 米尔格拉姆实验
- 阿尔波特·班杜拉的波波玩偶实验
- 菲利普·津巴多的斯坦福监狱实验